# Landeck (distrito)
Landeck é um distrito da Áustria no estado do Tirol.

## Cidades e Municípios
O distrito de Landeck possui 30 municípios, apenas o município de Landeck, capital do distrito, possui estatudo de cidade (Stadtgemeinde) (populações em 1/1/2010):
| Cidade: - Landeck (7.696) | Municípios: - Faggen (348) - Fendels (264) - Fiss (1.003) - Fließ (2.915) - Flirsch (988) - Galtür (862) - Grins (1.363) - Ischgl (1.629) - Kappl (2.637) - Kaunerberg (365) - Kaunertal (612) - Kauns (478) - Ladis (517) - Nauders (1.536) - Pettneu am Arlberg (1.488) - Pfunds (2.537) - Pians (775) - Prutz (1.702) - Ried im Oberinntal (1.262) - St. Anton am Arlberg (2.592) - Schönwies (1.692) - See (1.179) - Serfaus (1.112) - Spiss (140) - Stanz bei Landeck (603) - Strengen (1.217) - Tobadill (508) - Tösens (670) - Zams (3.317) |